# Homoeomeria reimeri
Homoeomeria reimeri är en fjärilsart som beskrevs av Embrik Strand 1912. Homoeomeria reimeri ingår i släktet Homoeomeria och familjen tofsspinnare. Inga underarter finns listade i Catalogue of Life.